# PocketStation
PocketStation è una console portatile per videogiochi creata da Sony Interactive Entertainment come periferica per PlayStation. Venduta esclusivamente in Giappone il 23 gennaio del 1999 è dotata di uno schermo LCD, suono, orologio in tempo reale e la capacità di “comunicare” tramite gli infrarossi. Inoltre è utilizzabile come una normale memory card. Un'altra periferica di questo tipo è la VMU della console Sega Dreamcast.
I giochi per PocketStation si trovano memorizzati su alcuni CD-ROM dei giochi per PlayStation e rendono i giochi per PSX più interessanti, con l'aggiunta di nuove funzionalità. Il giocatore può anche scaricare singolarmente i vari giochi per PocketStation. Questo consente di scambiare i dati tra le due unità e rende possibile giocare in multiplayer grazie al collegamento (built-in) con gli infrarossi.
Anche se il sistema non è stato distribuito al di fuori del Giappone, sono stati comunque effettuati dei piani (mai realizzati) di una probabile diffusione. Le caratteristiche del sistema sono apparse, ad esempio, su una rivista ufficiale per PlayStation inglese 'Official UK PlayStation Magazine', e alcuni pochi giochi (come Final Fantasy VIII) hanno conservato nelle loro versioni localizzate le funzionalità della PocketStation. Di conseguenza la versione PC di Final Fantasy VIII possiede il gioco 'Chocobo World' come parte dell'installazione.
Il 5 novembre 2013 è stata annunciata un'applicazione per PlayStation Vita esclusivamente per il Giappone, che permette di utilizzare alcuni dei più famosi minigiochi PocketStation.

## Specifiche tecniche
- CPU: ARM7T (Processore RISC 32-bit)
- Memoria: 2 KB SRAM, 128 KB Flash RAM
- Grafica: LCD 32×32 pixel monocromatico[4]
- Audio: 1 piccolo speaker (10-bit PCM)
- Pulsanti: 5 pulsanti di input, 1 pulsante reset
- Connessione a infrarossi: Bidirezionale (supporta sistemi di controllo remoto IrDA e convenzionali)
- Indicatori LED: 1 (rosso)
- Batteria: 1 CR-2032 batteria agli ioni di litio
- Altre funzioni: calendario e numero di identificazione.
- Dimensioni: 64 × 42 × 13.5 mm (lunghezza × spessore × altezza)
- Peso: 30g circa (batteria inclusa)[5]

## Giochi compatibili
- All Japan Pro Wrestling[4]
- Ape Escape (versione giapponese)
- Arc the Lad III
- Armored Core: Master of Arena (versione giapponese)[4]
- Battle Bug Story[4]
- Be Pirates![4]
- Brightis
- Burger Burger 2[4]
- Chocobo Stallion
- Crash Bandicoot 3: Warped (versione giapponese)[4]
- Dance Dance Revolution 3rdMix
- Dance Dance Revolution 4thMix
- Dance Dance Revolution 5thMix
- Digimon Tamers: Pocket Culumon
- Everywhere Together[4]
- Final Fantasy VIII[6]
- Fire Pro G
- Fish Hunter[4]
- Gallop Racer 3[4]
- Grandia (versione giapponese)
- Hello Kitty: White Present[4]
- I.Q. Final[4]
- JoJo's Bizarre Adventure (versione giapponese)
- The Legend of Dragoon (versione giapponese)[7]
- Legend of Mana
- Love Hina 2
- Lunatic Dawn 3[4]
- LMA Manager
- Kyro-chan's Print Club[4]
- Metal Gear Solid: Integral[8]
- Mister Prospector[4]
- The Misadventures of Tron Bonne (versione giapponese)
- Monster Race[4]
- Monster Rancher 2 (versione giapponese)[4]
- Monster World[4]
- Pi to Mail[4]
- Paqa[4]
- Pocket Digimon World[4]
- Pocket Digimon World: Wind Battle Disc[4]
- Pocket Digimon World: Cool & Nature Battle Disc[4][9]
- Pocket Dungeon[4]
- Pocket MuuMuu[10]
- Pocket Tuner[11]
- Poketan[4]
- Prologue[4]
- Racing Lagoon
- RayCrisis
- Remote Control Dandy
- Ridge Racer Type 4[8]
- Rockman Complete Works[8]
- SaGa Frontier 2[12]
- Shop Keeper[4]
- Spyro the Dragon (versione giapponese)[4]
- Spyro 2: Gateway to Glimmer (versione giapponese)
- Street Fighter Alpha 3 (versione giapponese)[8]
- Super Robot Wars Alpha
- Tales of Eternia (versione giapponese)
- Theme Aquarium[4]
- Tokimeki Memorial 2
- World Neverland 2[4]
- World Stadium 3[4]
- Yu-Gi-Oh! Forbidden Memories[4]